# Căn cứ Dầu Tiếng
Căn cứ Dầu Tiếng (LZ Dầu Tiếng hay Camp Rainier) là căn cứ cũ của Quân đội Việt Nam Cộng Hòa tại Dầu Tiếng, Bình Dương, Việt Nam.

## Lịch sử

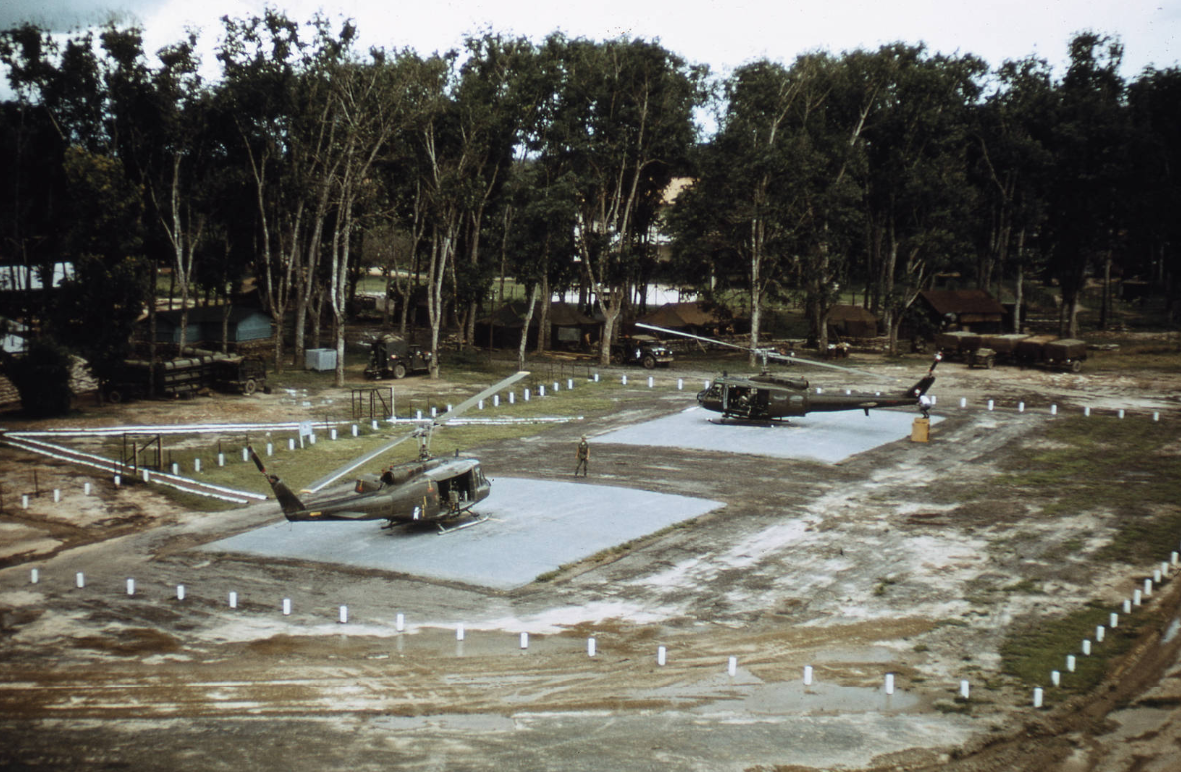
Bãi đỗ trực trăng, 23 tháng 9 1967

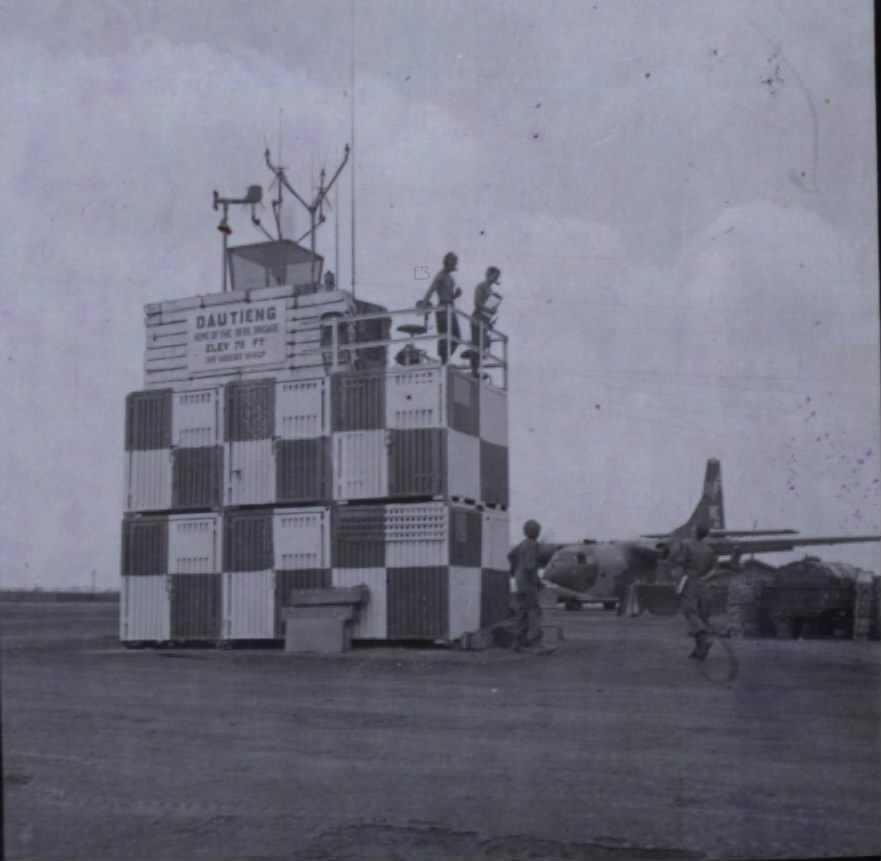
Không lưu được điều ảnh bởi Tiểu đoàn 2, Bộ binh 28 đợi máy bay tới tiếp tế nhu yếu phẩm, 18 tháng 2 1970

Căn cứ thành lập vào tháng 10 năm 1966. Nằm ở Huyện Dầu Tiếng, cách Căn cứ Không quân Tân Sơn Nhứt 60 km về phía Tây Bắc và cách Tây Ninh 24 km về phía đông giữa sông Sài Gòn và đồn điền cao su Michelin.
Lữ đoàn 3, Sư đoàn bộ binh 4 gồm: (12/1966-6/1967)
- Tiểu đoàn 2, Binh đoàn 12
- Tiểu đoàn 2, Bộ binh 22[2]

Lữ đoàn 3, Sư đoàn 25 Bộ binh gồm: (3/1968-7/1969)
- Tiểu đoàn 2, Binh đoàn 12
- Tiểu đoàn 2, Bộ binh 22
- Tiểu đoàn 3, Bộ binh 22[2]:145

Vào ngày 4 tháng 7 năm 1968, căn cứ bị tấn công bằng tên lửa và súng cối hạng nặng của Quân đội Nhân dân Việt Nam (QĐNDVN) khiến 5 lính Hoa Kỳ và 16 lính của QĐNDVN thiệt mạng.
Vào ngày 23 tháng 2 năm 1969, căn cứ bị các đặc công của QĐNDVN tấn công, SSGT Robert W. Hartsock được truy tặng Huân chương Danh dự cho những hành động của anh ta trong cuộc tấn công. 21 lính Hoa Kỳ và 73 lính QĐNDVN đã thiệt mạng trong cuộc tấn công.
Lữ đoàn 1, Sư đoàn 1 bộ binh gồm: (7/1969-11/1969, 1/1970-2/1970)
- Tiểu đoàn 1, Bộ binh 2[2]:137
- Tiểu đoàn 2, Bộ binh 2[2]:137
- Tiểu đoàn 1, Binh đoàn 26[2]:146

Lữ đoàn 1, Sư đoàn 25 bộ binh gồm: (8/1970, 10/1970-12/1970)
- Tiểu đoàn 4, Sư đoàn 9 bộ binh[2]:140
- Tiểu đoàn 4, Sư đoàn 23 bộ binh[2]:146

Các đơn vị khác đóng quân tại Dầu Tiếng bao gồm:
- Tiểu đoàn 1, Sư đoàn 5 (tháng 2 năm 1970)[2]:138
- Tiểu đoàn 2, Sư đoàn 14 Bộ binh
- Tiểu đoàn 2, Pháo binh
- Tiểu đoàn 1, Pháo binh 27 (tháng 11 năm 1967-tháng 2 năm 1970)[2]:102
- Tiểu đoàn 1, Pháo binh 77[2]:106
- Tiểu đoàn 2, Pháo binh 77 (10/1966 - 1969)[2]:106
- Tiểu đoàn 2, Pháo binh 319

## Hiện tại
Sân bay không còn được sử dụng nhưng vẫn có thể xem được trên ảnh vệ tinh